# Pato Toranzo
Patricio Daniel Toranzo (Buenos Aires, 19 de marzo de 1982), ampliamente conocido como Pato Toranzo, es un exfutbolista argentino que jugaba de volante. Su último equipo fue Huracán, de la Primera División de Argentina.

## Vida personal
De su primera relación con Vanesa Passaro, exnovia de Walter Olmos, nació su primer hijo, Franco. Desde 2011 está en pareja con la modelo y vedette brasileña Tamara Alves, con quien se casó en 2013, en una ceremonia a la que asistieron numerosas figuras del espectáculo y la política. Con ella tuvo a su segunda hija, llamada Giuliana.

## Trayectoria
Su debut profesional se produjo en 2003 en River Plate. En 2007 se incorporó a préstamo a Club Atlético Huracán. Allí demostró todo su potencial, alcanzando su máximo nivel. En el año 2009 formó parte del denominado equipo "Los Ángeles de Cappa" bajo la conducción de Ángel Cappa, de gran campaña durante el campeonato pero que perdería el título en la última fecha, en un polémico partido contra Vélez Sarsfield plagado de irregularidades.
En 2010 se unió a Racing Club, donde permaneció por dos temporadas y media, con un rendimiento interesante, hasta que el club decidió cederlo a préstamo por una temporada sin cargo ni opción a All Boys. A mitad de la temporada 2012/13 volvió a Racing Club, pero no fue tenido en cuenta. En 2013, Toranzo emigró al fútbol de China, más precisamente al Shanghái Shenhua, un equipo con varios argentinos, entre ellos Sergio Batista como director técnico.
A principios de 2014, decidió volver a Huracán, a préstamo por seis meses, para después renovar su vínculo con el club hasta diciembre de 2015. En su vuelta al club de Parque Patricios, fue partícipe y protagonista de la conquista de la Copa Argentina, el ascenso a Primera luego de ganar en el desempate 4 a 1 a Atlético Tucumán y de la Supercopa Argentina 2014, venciendo a River Plate por 1 a 0.
En su vuelta a Primera División, Toranzo convirtió un gol en el clásico frente a San Lorenzo en lo que sería derrota por 3 a 1 en el Nuevo Gasómetro. Meses después repitió al convertirle a San Lorenzo, de tiro libre, en el estadio Tomás Adolfo Ducó, sentenciando la victoria 1 a 0. En febrero de 2016, Huracán se enfrentó a Caracas FC por la Copa Libertadores. Tras una victoriosa clasificación en Venezuela el equipo se dirigía al aeropuerto cuando el micro que los transportaba sufrió un accidente. Toranzo y Diego Mendoza fueron los más afectados por el accidente, y a Toranzo incluso tuvieron que amputarle las primeras falanges en tres dedos de su pie izquierdo. No obstante, el futbolista pudo recuperarse y a los tres meses fue al banco en un partido contra Unión, entrando como sustituto a los 33´ST.
En junio de 2019, fue desvinculado junto con otros jugadores de Huracán, y se sumó a Almagro de la Primera B Nacional. En enero de 2020, se incorporó al Club Atlético Ciclón, de la Asociación Tarijeña de Fútbol, pero en octubre decidió regresar al Globo, firmando un contrato hasta diciembre de 2021.
En mayo de 2022, el club sacó un comunicado anunciando que le habían rescindido el contrato.
Un día después, el 27 de mayo, Toranzo sacó un comunicado en sus redes anunciando su retiro del fútbol a los 40 años.

## Selección nacional
Antes del Mundial de Sudáfrica 2010, Toranzo fue convocado por Diego Maradona, en ese entonces entrenador de la Selección Argentina, para los partidos amistosos disputados frente a Jamaica y Haití.

## Estadísticas

### Clubes
| Club                          | Div             | Temporada       | Liga  | Liga  | Liga   | Copas nacionales(1) | Copas nacionales(1) | Copas nacionales(1) | Torneos internacionales(2) | Torneos internacionales(2) | Torneos internacionales(2) | Otras competiciones(3) | Otras competiciones(3) | Otras competiciones(3) | Total | Total | Total  | Media goleadora(4) |
| Club                          | Div             | Temporada       | Part. | Goles | Asist. | Part.               | Goles               | Asist.              | Part.                      | Goles                      | Asist.                     | Part.                  | Goles                  | Asist.                 | Part. | Goles | Asist. | Media goleadora(4) |
| ----------------------------- | --------------- | --------------- | ----- | ----- | ------ | ------------------- | ------------------- | ------------------- | -------------------------- | -------------------------- | -------------------------- | ---------------------- | ---------------------- | ---------------------- | ----- | ----- | ------ | ------------------ |
| River Plate Argentina         | 1.ª             | 2003-04         | 2     | 1     | 0      | —                   | —                   | —                   | —                          | —                          | —                          | —                      | —                      | —                      | 2     | 1     | 0      | 0,50               |
| River Plate Argentina         | 1.ª             | 2004-05         | 2     | 0     | 0      | —                   | —                   | —                   | —                          | —                          | —                          | —                      | —                      | —                      | 2     | 0     | 0      | 0,00               |
| River Plate Argentina         | Total club      | Total club      | 4     | 1     | 0      | 0                   | 0                   | 0                   | 0                          | 0                          | 0                          | 0                      | 0                      | 0                      | 4     | 1     | 0      | 0,25               |
| Quilmes AC Argentina          | 1.ª             | 2005-06         | 12    | 0     | 0      | —                   | —                   | —                   | —                          | —                          | —                          | —                      | —                      | —                      | 12    | 0     | 0      | 0,00               |
| Atlético de Rafaela Argentina | 2.ª             | 2006-07         | 36    | 2     | 7      | —                   | —                   | —                   | —                          | —                          | —                          | 1                      | 0                      | 0                      | 37    | 2     | 7      | 0.05               |
| CA Huracán Argentina          | 1.ª             | 2007-08         | 9     | 0     | 0      | —                   | —                   | —                   | —                          | —                          | —                          | —                      | —                      | —                      | 9     | 0     | 0      | 0,00               |
| CA Huracán Argentina          | 1.ª             | 2008-09         | 27    | 4     | 4      | —                   | —                   | —                   | —                          | —                          | —                          | —                      | —                      | —                      | 27    | 4     | 4      | 0.15               |
| CA Huracán Argentina          | 1.ª             | 2009-10         | 33    | 4     | 7      | —                   | —                   | —                   | —                          | —                          | —                          | —                      | —                      | —                      | 33    | 4     | 7      | 0.12               |
| CA Huracán Argentina          | Total 1.ª etapa | Total 1.ª etapa | 69    | 8     | 11     | 0                   | 0                   | 0                   | 0                          | 0                          | 0                          | 0                      | 0                      | 0                      | 69    | 8     | 11     | 0.12               |
| Racing Club Argentina         | 1.ª             | 2010-11         | 32    | 3     | 10     | —                   | —                   | —                   | —                          | —                          | —                          | —                      | —                      | —                      | 32    | 3     | 10     | 0.09               |
| Racing Club Argentina         | 1.ª             | 2011-12         | 26    | 0     | 2      | 2                   | 0                   | 0                   | —                          | —                          | —                          | —                      | —                      | —                      | 28    | 0     | 2      | 0,00               |
| Racing Club Argentina         | Total club      | Total club      | 58    | 3     | 12     | 2                   | 0                   | 0                   | 0                          | 0                          | 0                          | 0                      | 0                      | 0                      | 60    | 3     | 12     | 0.05               |
| All Boys Argentina            | 1.ª             | 2012            | 12    | 0     | 0      | —                   | —                   | —                   | —                          | —                          | —                          | —                      | —                      | —                      | 12    | 0     | 0      | 0,00               |
| Shanghái Shenhua China        | 1.ª             | 2013            | 25    | 2     | 4      | —                   | —                   | —                   | —                          | —                          | —                          | —                      | —                      | —                      | 25    | 2     | 4      | 0.08               |
| CA Huracán Argentina          | 2.ª             | 2014            | 17    | 2     | 1      | —                   | —                   | —                   | —                          | —                          | —                          | 1                      | 0                      | 0                      | 18    | 2     | 1      | 0.11               |
| CA Huracán Argentina          | 2.ª             | 2014            | 18    | 4     | 6      | 4                   | 0                   | 1                   | —                          | —                          | —                          | 1                      | 0                      | 0                      | 23    | 4     | 7      | 0.17               |
| CA Huracán Argentina          | 1.ª             | 2015            | 25    | 3     | 3      | 2                   | 0                   | 0                   | 15                         | 3                          | 2                          | —                      | —                      | —                      | 42    | 6     | 5      | 0.14               |
| CA Huracán Argentina          | 1.ª             | 2016            | 3     | 0     | 0      | 1                   | 0                   | 0                   | 2                          | 0                          | 0                          | —                      | —                      | —                      | 6     | 0     | 0      | 0,00               |
| CA Huracán Argentina          | 1.ª             | 2016-17         | 13    | 0     | 0      | 1                   | 0                   | 0                   | 2                          | 0                          | 0                          | —                      | —                      | —                      | 16    | 0     | 0      | 0,00               |
| CA Huracán Argentina          | 1.ª             | 2017-18         | 17    | 0     | 0      | 1                   | 0                   | 0                   | —                          | —                          | —                          | —                      | —                      | —                      | 18    | 0     | 0      | 0,00               |
| CA Huracán Argentina          | 1.ª             | 2018-19         | 12    | 1     | 1      | 2                   | 0                   | 0                   | 4                          | 0                          | 0                          | —                      | —                      | —                      | 18    | 1     | 1      | 0.06               |
| CA Huracán Argentina          | Total 2.ª etapa | Total 2.ª etapa | 105   | 10    | 11     | 11                  | 0                   | 1                   | 23                         | 3                          | 2                          | 2                      | 0                      | 0                      | 141   | 13    | 14     | 0.09               |
| Club Almagro Argentina        | 2.ª             | 2019            | 8     | 0     | 1      | —                   | —                   | —                   | —                          | —                          | —                          | —                      | —                      | —                      | 8     | 0     | 1      | 0,00               |
| CA Huracán Argentina          | 1.ª             |                 |       |       |        |                     |                     |                     |                            |                            |                            |                        |                        |                        |       |       |        |                    |
| CA Huracán Argentina          | 1.ª             | 2020-21         | —     | —     | —      | 4                   | 0                   | 1                   | —                          | —                          | —                          | —                      | —                      | —                      | 4     | 0     | 1      | 0,00               |
| CA Huracán Argentina          | 1.ª             | 2021            | 7     | 0     | 1      | 5                   | 0                   | 0                   | —                          | —                          | —                          | —                      | —                      | —                      | 12    | 0     | 1      | 0,00               |
| CA Huracán Argentina          | 1.ª             | 2022            | —     | —     | —      | 5                   | 0                   | 1                   | —                          | —                          | —                          | —                      | —                      | —                      | 5     | 0     | 1      | 0,00               |
| CA Huracán Argentina          | Total 3.ª etapa | Total 3.ª etapa | 7     | 0     | 1      | 14                  | 0                   | 2                   | 0                          | 0                          | 0                          | 0                      | 0                      | 0                      | 21    | 0     | 3      | 0,00               |
| CA Huracán Argentina          | Total club      | Total club      | 181   | 18    | 23     | 25                  | 0                   | 3                   | 23                         | 3                          | 2                          | 2                      | 0                      | 0                      | 231   | 21    | 28     | 0.09               |
| Total carrera                 | Total carrera   | Total carrera   | 336   | 26    | 47     | 27                  | 0                   | 3                   | 23                         | 3                          | 2                          | 3                      | 0                      | 0                      | 389   | 29    | 52     | 0.07               |

## Palmarés

### Campeonatos nacionales
| Título                     | Club        | Sede         | Año     |
| -------------------------- | ----------- | ------------ | ------- |
| Primera División Argentina | River Plate | Buenos Aires | C-2004  |
| Copa Argentina             | CA Huracán  | San Juan     | 2013/14 |
| Supercopa Argentina        | CA Huracán  | San Juan     | 2014    |